# Аттіла Батки
Аттіла Батки (словац. Attila Bátky; нар. 23 січня 1973, Дунайська Стреда, ЧССР (нині округ Дунайська Стреда, Трнавський край, Словаччина)) — словацький борець греко-римського стилю, бронзовий призер чемпіонату світу, чемпіон світу серед військовослужбовців, учасник двох Олімпійських ігор. Перший і наразі єдиний борець часів незалежності Словаччини, що здобув медаль на світовій першості.

## Біографія
Народився у місті Дунайська Стреда, що нині є столицею однойменного округу, де 75 % населення складають етнічні угорці. У віці дев'яти років почав займатися футболом. Виріс у Габчиково, де його дядько відкрив борцівський клуб. З 1985 року почав займатися боротьбою. За порадою свого батька між футболом і боротьбою вибрав боротьбу. Футбол залишається його хобі і він досі грає в міській лізі Тренчина.
На початку своєї спортивної кар'єри захищав кольори юніорської збірної Угорщини (друге місце на юніорській світовій першості 1991 року) та молодіжної збірної Чехії (друге місце на молодіжному Кубку світу 1992 року). З 1992 року почав виступи за молодіжну збірну Словаччини, а з 1994 — за першу збірну цієї країни. Виступав за клуб «Дукла» з Тренчина з чотирнадцяти років.
Вивчав тренерську справу і викладання фізичної культури на факультеті фізичного виховання та спорту в Університеті Коменського у Братиславі.

## Спортивні результати на міжнародних змаганнях

### Виступи на Олімпіадах
| Змагання                                   | Збірна     | Вагова категорія                 | Місце |
| ------------------------------------------ | ---------- | -------------------------------- | ----- |
| Боротьба на літніх Олімпійських іграх 2004 | Словаччина | греко-римська боротьба, до 84 кг | 10    |
| Боротьба на літніх Олімпійських іграх 2008 | Словаччина | греко-римська боротьба, до 84 кг | 19    |

### Виступи на Чемпіонатах світу
| Змагання                        | Збірна     | Вагова категорія                 | Місце  |
| ------------------------------- | ---------- | -------------------------------- | ------ |
| Чемпіонат світу з боротьби 1994 | Словаччина | греко-римська боротьба, до 82 кг | 25     |
| Чемпіонат світу з боротьби 1995 | Словаччина | греко-римська боротьба, до 74 кг | 10     |
| Чемпіонат світу з боротьби 1997 | Словаччина | греко-римська боротьба, до 76 кг | 10     |
| Чемпіонат світу з боротьби 1998 | Словаччина | греко-римська боротьба, до 76 кг | 13     |
| Чемпіонат світу з боротьби 1999 | Словаччина | греко-римська боротьба, до 76 кг | 13     |
| Чемпіонат світу з боротьби 2001 | Словаччина | греко-римська боротьба, до 85 кг | 20     |
| Чемпіонат світу з боротьби 2002 | Словаччина | греко-римська боротьба, до 84 кг | 15     |
| Чемпіонат світу з боротьби 2003 | Словаччина | греко-римська боротьба, до 84 кг | Бронза |
| Чемпіонат світу з боротьби 2005 | Словаччина | греко-римська боротьба, до 84 кг | 28     |
| Чемпіонат світу з боротьби 2006 | Словаччина | греко-римська боротьба, до 84 кг | 15     |
| Чемпіонат світу з боротьби 2007 | Словаччина | греко-римська боротьба, до 84 кг | 23     |

### Виступи на Чемпіонатах Європи
| Змагання                         | Збірна     | Вагова категорія                 | Місце |
| -------------------------------- | ---------- | -------------------------------- | ----- |
| Чемпіонат Європи з боротьби 1996 | Словаччина | греко-римська боротьба, до 74 кг | 13    |
| Чемпіонат Європи з боротьби 1997 | Словаччина | греко-римська боротьба, до 76 кг | 14    |
| Чемпіонат Європи з боротьби 1998 | Словаччина | греко-римська боротьба, до 76 кг | 6     |
| Чемпіонат Європи з боротьби 1999 | Словаччина | греко-римська боротьба, до 76 кг | 10    |
| Чемпіонат Європи з боротьби 2000 | Словаччина | греко-римська боротьба, до 76 кг | 4     |
| Чемпіонат Європи з боротьби 2001 | Словаччина | греко-римська боротьба, до 85 кг | 21    |
| Чемпіонат Європи з боротьби 2002 | Словаччина | греко-римська боротьба, до 84 кг | 12    |
| Чемпіонат Європи з боротьби 2003 | Словаччина | греко-римська боротьба, до 84 кг | 17    |
| Чемпіонат Європи з боротьби 2004 | Словаччина | греко-римська боротьба, до 84 кг | 5     |
| Чемпіонат Європи з боротьби 2007 | Словаччина | греко-римська боротьба, до 84 кг | 15    |

### Виступи на інших змаганнях
| Змагання                                                             | Збірна     | Вагова категорія                 | Місце  |
| -------------------------------------------------------------------- | ---------- | -------------------------------- | ------ |
| Гран-прі Німеччини з боротьби 1994                                   | Словаччина | греко-римська боротьба, до 82 кг | 8      |
| Тестовий турнір FILA 1998                                            | Словаччина | греко-римська боротьба, до 76 кг | Бронза |
| Всесвітні ігри військовослужбовців 1999                              | Словаччина | греко-римська боротьба, до 85 кг | 6      |
| Олімпійський кваліфікаційний турнір з боротьби 2000 (Фаенца)         | Словаччина | греко-римська боротьба, до 76 кг | 19     |
| Олімпійський кваліфікаційний турнір з боротьби 2000 (Клермон-Ферран) | Словаччина | греко-римська боротьба, до 76 кг | 18     |
| Чемпіонат світу з боротьби серед військовослужбовців 2000            | Словаччина | греко-римська боротьба, до 85 кг | Срібло |
| Чемпіонат світу з боротьби серед військовослужбовців 2001            | Словаччина | греко-римська боротьба, до 85 кг | Золото |
| Гран-прі Німеччини з боротьби 2002                                   | Словаччина | греко-римська боротьба, до 84 кг | 9      |
| Чемпіонат світу з боротьби серед військовослужбовців 2002            | Словаччина | греко-римська боротьба, до 84 кг | Бронза |
| Чемпіонат світу з боротьби серед військовослужбовців 2006            | Словаччина | греко-римська боротьба, до 84 кг | Бронза |
| Гран-прі Німеччини з боротьби 2007                                   | Словаччина | греко-римська боротьба, до 84 кг | 5      |
| Олімпійський кваліфікаційний турнір з боротьби 2008 (Роме-Остія)     | Словаччина | греко-римська боротьба, до 84 кг | 5      |
| Олімпійський кваліфікаційний турнір з боротьби 2008 (Новий Сад)      | Словаччина | греко-римська боротьба, до 84 кг | Срібло |
| Гран-прі Німеччини з боротьби 2008                                   | Словаччина | греко-римська боротьба, до 84 кг | 7      |

### Виступи на змаганнях молодших вікових груп
| Змагання                                      | Збірна     | Вагова категорія                 | Місце  |
| --------------------------------------------- | ---------- | -------------------------------- | ------ |
| Чемпіонат світу з боротьби серед юніорів 1991 | Угорщина   | греко-римська боротьба, до 74 кг | Срібло |
| Кубок світу з боротьби серед молоді 1992      | Чехія      | греко-римська боротьба, до 74 кг | Срібло |
| Чемпіонат Європи з боротьби серед молоді 1992 | Словаччина | греко-римська боротьба, до 74 кг | 7      |